# Ратнер, Самуил Вульфович
Самуил Вульфович Ратнер (укр. Самуїл Вульфович Ратнер; 13 (26) июня 1910, Ветка, Могилёвская губерния — 31 октября 1992, Донецк) — украинский композитор и дирижёр.

## Биография
Родился в семье школьных учителей, осиротел в семилетнем возрасте, в 1919—1925 гг. воспитывался в Гомеле в детском доме. Начал учиться музыке в Гомельском музыкальном техникуме по классу фортепиано. В 1927 году поступил в Ленинградский музыкальный техникум на отделение композиции, учился у Гавриила Попова, Бориса Арапова, Михаила Чулаки. Окончив техникум в 1932 году, поступил в Ленинградскую консерваторию (отделение дирижирования), где среди его учителей были Илья Мусин, Александр Житомирский, Борис Асафьев, Максимилиан Штейнберг, Иван Соллертинский. Окончил консерваторию в 1937 году.
В 1937—1941 гг. дирижёр Белорусского театра оперы и балета. В 1941—1944 гг. в эвакуации в Алма-Ате, работал в Уйгурском музыкально-драматическом театре. К этому времени относятся первые заметные сочинения Ратнера: комическая опера «Хитрый Наса» (1942), Концерт для фортепиано с оркестром на казахские темы (1942), Симфония на уйгурские темы (1943).
В 1944 году получил назначение в Луганск, где стал художественным руководителем новосозданной Луганской филармонии и возглавил её симфонический оркестр, выступивший с первым концертом в ноябре 1945 года. К луганскому периоду творчества Ратнера относится вокальный цикл «Сюита о молодогвардейцах».
С 1948 года и до конца жизни Ратнер работал в Донецке. До 1952 года преподавал теоретические дисциплины в Донецком музыкальном училище, затем в 1952—1970 гг. художественный руководитель музыкального лектория Донецкой областной филармонии. Одновременно в 1950—1970 гг. уполномоченный Союза композиторов Украинской ССР по Донецкой области. В этот период Ратнером написаны кантаты «Слава шахтёрам Донбасса», «Героям шахтёрам», «Слава шахтёрскому краю», «Шахтёрский привет Киеву», «Шахтёрский привет Москве» (все на слова Виктора Шутова), оратория «Донбасс трудовой» (1959), увертюра «Шахтёрский праздник», балет «Слава металлургам Донбасса», «Симфония Донбасса», симфоническая поэма «О героях Донбасса» (1973), Рапсодия на темы шахтёрских попевок для фагота и симфонического оркестра (1975) и т. д. В то же время в творческом наследии Ратнера имеются оратории «Думы Тараса» (1964, слова Григория Кривды) и драматическая увертюра «Тарас Шевченко» (1965), а также оратория «Ленин» (1965).
В более позднем творчестве Ратнер продолжил работу с крупными вокально-симфоническими формами — в частности, в цикле вокально-симфонических поэм на стихи Александра Прокофьева «Сибирь — земля могучая», «Круты, скалисты берега Байкала», «По реке, реке сибирской» развивая характерные для него темы любви к родному краю. Сочинял также песни, выступал как аккомпаниатор с исполнявшим их Валентином Землянским. Спорадически публиковался в региональной прессе как музыкальный критик — в частности, в 1962 году выступил в газете «Социалистический Донбасс» с подробным обзором донецких концертов Святослава Рихтера.